# Wereldkampioenschappen wielrennen 1951
De wereldkampioenschappen wielrennen 1951 werden op 1 en 2 september 1951 gehouden in Varese, Italië.
De amateurs moesten op zaterdag 7 ronden van ongeveer 24,6 kilometer afleggen voor een totaalafstand van 172 km, de profs op zondag 12 ronden of ongeveer 295 kilometer.
De Zwitser Ferdi Kübler werd wereldkampioen in een groepsspurt, voor de Italianen Fiorenzo Magni en Antonio Bevilacqua. Bij de amateurs vierden de Italianen een dubbelsucces met Gianni Ghidini die zijn landgenoot Rino Benedetti en de Nederlander Jan Plantaz in een massaspurt versloeg.

## Uitslagen[1]

### Mannen elite
| pos.   | renner             | land           | tijd         |
| ------ | ------------------ | -------------- | ------------ |
| Goud   | Ferdi Kübler       | Zwitserland    | 8u28'28"     |
| Zilver | Fiorenzo Magni     | Italië         | op 2 lengten |
| Brons  | Antonio Bevilacqua | Italië         | z.t.         |
| 4      | Jozef De Feyter    | België         | z.t.         |
| 5      | Gerrit Voorting    | Nederland      | z.t.         |
| 6      | Henrich Schwarzer  | West-Duitsland | z.t.         |
| 7      | Wout Wagtmans      | Nederland      | z.t.         |
| 8      | Giuseppe Minardi   | Italië         | z.t.         |
| 9      | Gino Bartali       | Italië         | +1'05"       |
| 10     | Hans Dekkers       | Nederland      | +1'35"       |

### Mannen amateurs
| pos.   | renner         | land      | tijd          |
| ------ | -------------- | --------- | ------------- |
| Goud   | Gianni Ghidini | Italië    | 4u44'22"      |
| Zilver | Rino Benedetti | Italië    | op 1 lengte   |
| Brons  | Jan Plantaz    | Nederland | op 1,5 lengte |

1921 · 
1922 · 
1923 · 
1924 · 
1925 · 
1926 · 
1927 · 
1928 · 
1929 · 
1930 · 
1931 · 
1932 · 
1933 · 
1934 · 
1935 · 
1936 · 
1937 · 
1938 · 
1946 · 
1947 · 
1948 · 
1949 · 
1950 · 
1951 · 
1952 · 
1953 · 
1954 · 
1955 · 
1956 · 
1957 · 
1958 · 
1959 · 
1960 · 
1961 · 
1962 · 
1963 · 
1964 · 
1965 · 
1966 · 
1967 · 
1968 · 
1969 · 
1970 · 
1971 · 
1972 · 
1973 · 
1974 · 
1975 · 
1976 · 
1977 · 
1978 · 
1979 · 
1980 · 
1981 · 
1982 · 
1983 · 
1984 · 
1985 · 
1986 · 
1987 · 
1988 · 
1989 · 
1990 · 
1991 · 
1992 · 
1993 · 
1994 · 
1995 · 
1996 · 
1997 · 
1998 · 
1999 · 
2000 · 
2001 · 
2002 · 
2003 · 
2004 · 
2005 · 
2006 · 
2007 · 
2008 · 
2009 ·
2010 · 
2011 · 
2012 · 
2013 · 
2014 · 
2015 · 
2016 · 
2017 · 
2018 · 
2019 · 
2020 ·
2021 ·
2022 ·
2023 ·
2024 ·
2025 ·
2026